# Le Bon Marché

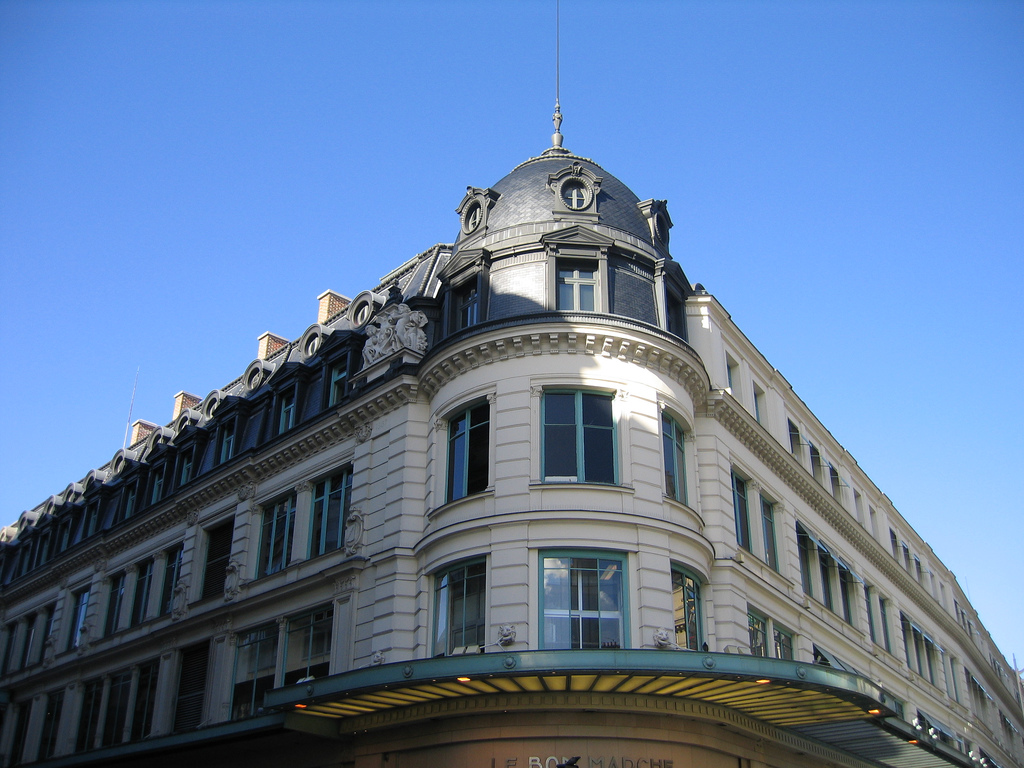
Le Bon Marché

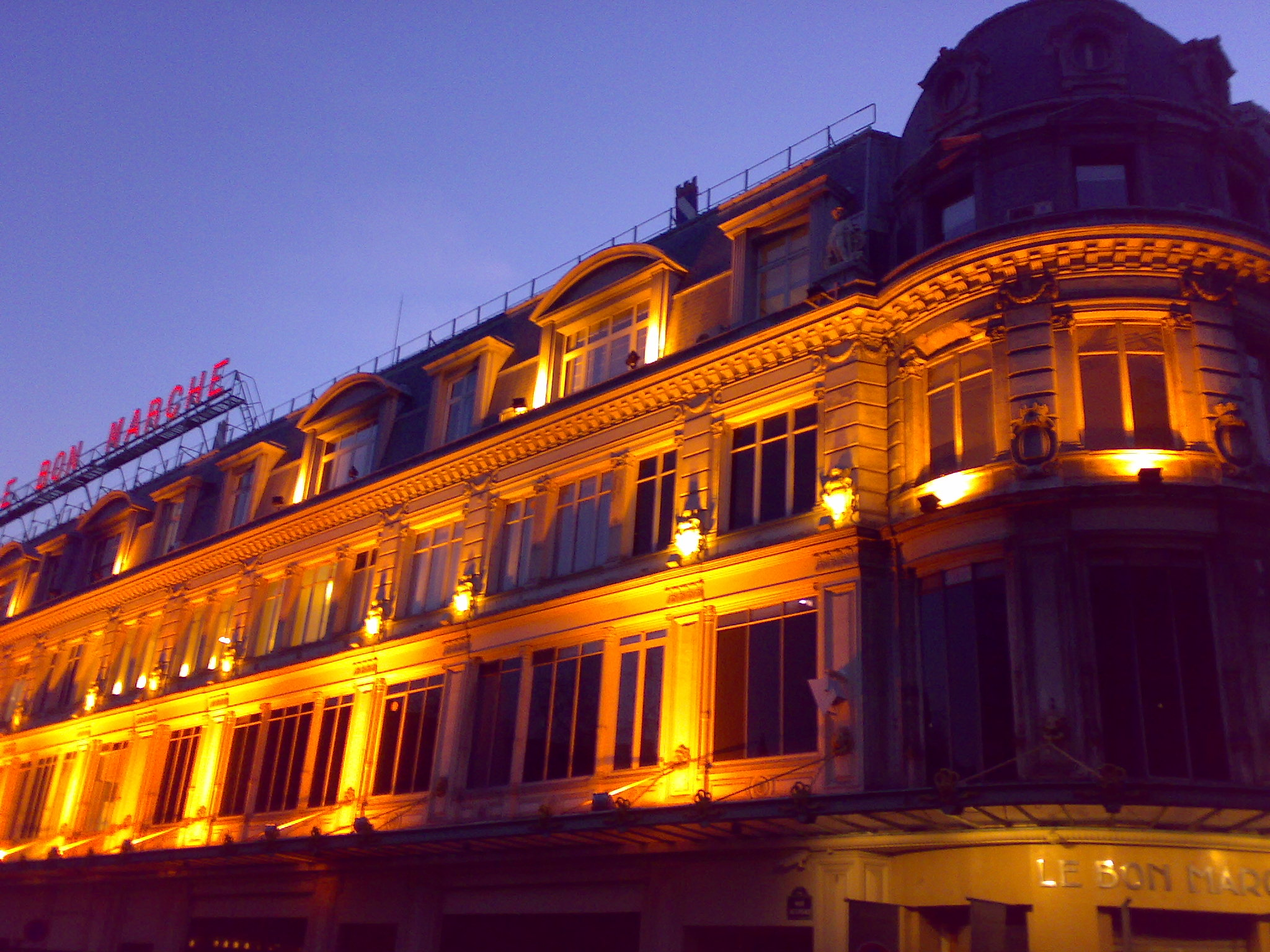
Mặt ngoài cửa hàng

Le Bon Marché là một đại cửa hàng nằm ở số 24 phố Sèvres, quận 7 Paris. Với các mặt hàng sang trọng, từ nội thất, va li... đặc biệt là thời trang, Le Bon Marché là một trong những cửa hàng nổi tiếng nhất của Paris và được xem như đại cửa hàng đầu tiên trên thế giới.
Bắt đầu từ một cửa hàng nhỏ do anh em nhà Videau mở năm 1838, Le Bon Marché được Aristide và Marguerite Boucicaut mua lại vào 1848. Năm 1852, Aristide và Marguerite phát triển Le Bon Marché thành một đại cửa hàng với hàng hóa bày biện trong một không gian rộng, sang trọng, giá cả cố định, ghi rõ ràng. Tới năm 1869, cùng việc kinh doanh thành công, Le Bon Marché được mở rộng với bản vẽ của kiến trúc sư Louis-Charles Boileau và do kỹ sư Gustave Eiffel thực hiện. Nhà văn Émile Zola trong tiểu thuyết Au Bonheur des Dames về cuộc đời một nhân viên của Le Bon Marché đã mô tả: "Một thánh đường mua sắm cho khách hàng" (Une cathédrale de commerce pour un peuple de clients).
Theo sau Le Bon Marché, một số đại cửa hàng khác được mở ra ở Paris. Trong đó có La Samaritaine của Ernest Cognacq và vợ là Marie-Louise Jaÿ, vốn là một nhân viên của Le Bon Marché. Năm 1910, Marguerite Boucicaut còn mở thêm khách sạn Lutetia cạnh Le Bon Marché để phục vụ các khách hàng từ tỉnh xa. Và Lutetia cũng trở thành một khách sạn sang trọng và nổi tiếng của Paris.
Năm 1984, tập đoàn kinh doanh xa xỉ phẩm LVMH của tỷ phú Bernard Arnault đã mua lại Le Bon Marché. Tương tự, La Samaritaine cũng được tập đoàn này mua lại.